# Urucurymyia urna
Urucurymyia urna är en tvåvingeart som beskrevs av Townsend 1934. Urucurymyia urna ingår i släktet Urucurymyia och familjen parasitflugor. Inga underarter finns listade i Catalogue of Life.